# Словенія в Другій світовій війні
Словенія у Другій світовій війні — відрізок історії Словенії, який охоплює період Другої світової війни, що почалася на словенських землях в квітні 1941 і тривала до травня 1945 року.
На європейському театрі воєнних дій Словенія опинилася в унікальній ситуації, яку можна порівняти тільки з грецькою (розчленування на три частини), одначе Словенія була єдиною країною, яка пережила подальше поглинання та приєднання до сусідніх нацистської Німеччини, фашистської Італії та гортистської Угорщини. Словенські землі було здебільшого розділено між нацистською Німеччиною і фашистською Італією, а невеликі ділянки окупували Угорщина та Незалежна Держава Хорватія.

## Розділ Словенії
6 квітня 1941 року в Югославію вдерлися країни Осі. Того дня частина словенської землі опинилася під окупацією нацистської Німеччини. 11 квітня 1941 р. інші частини словенської території окупували Італія та Угорщина. Німці зайняли Верхню Крайну, Нижню Штирію, північно-західне Прекмур'я і північну частину Нижньої Крайни. Італійці захопили Внутрішню Крайну, більшість Нижньої Крайни і Любляну, тоді як угорці загарбали більшу частину Прекмур'я, яка до Першої світової війни належала угорській короні. Опір югославської королівської армії був незначним.
2005 року словенські автори вперше оприлюднили інформацію про шість сіл у Нижній Крайні, які було приєднано до Незалежної Держави Хорватії, а історик із Марибора вперше опублікував оригінальне дослідження про це в 2011 році, хоча залишається незрозумілим, чому села з Дравської бановини захопили всупереч відомому німецько-хорватському договору.

## Землі під нацистською окупацією
Нацисти планували етнічні чистки північної Словенії, за винятком окупованої Угорщиною північно-східної частини. Вони переселяли або виганяли словенське цивільне населення у свої маріонеткові держави — Недичеву Сербію і НДХ. Оскільки Гітлер виступав проти того, щоб в італійській зоні окупації були етнічні німці «готчери», їх звідти перемістили. Щоб розчистити місце для переселених готчерів, близько 46 тисяч словенців було перевезено в німецьку Саксонію.
Більшість словенських жертв під час війни походить із північної Словенії, тобто Нижньої Штирії, Верхньої Крайни, Засав'я і словенської Каринтії. Проте їхня офіційна анексія «німецьким райхом» відкладалася спочатку через запровадження нового «гауляйтера» і «райхсштатгальтера» словенської Каринтії, а пізніше нацисти відкинули цей план через словенських комуністичних партизанів, з якими вони хотіли розправитися попереду.

### Нацистські переслідування Церкви
Нацистське переслідування католицької церкви в анексованій Словенії прирівнювалося до нацистського переслідування польської католицької церкви, яке відбувалося в анексованих землях Польщі. За шість тижнів нацистської окупації залишилися на волі тільки 100 з 831 священика Мариборської архідієцезії. Духовенство переслідували і відсилали в концтабори, а в релігійних орденів вилучили їхнє майно.

## Землі під фашистською окупацією Італії
Порівняно з німецькою політикою в окупованій нацистами північній частині Словенії та примусовою фашистською італізацією у колишньому Австрійському Примор'ї, приєднаному ще після Першої світової війни, початкова італійська політика в центральній Словенії не видавалася насильницькою. У Провінцію Любляна до червня 1941 року втекли з окупованої німцями Нижньої Штирії і Верхньої Крайни десятки тисяч словенців.
Проте після того, як у Провінції Любляна розгорнувся рух опору, італійське насильство супроти словенського цивільного населення можна було порівняти з німецьким. Провінція пережила депортацію 25 тис. осіб, що дорівнювало 7,5% від загальної чисельності її населення. Це була одна з найгучніших операцій у Європі, яка призвела до наповнення багатьох італійських концентраційних таборів, таких як Раб, Гонарс, Моніго (Тревізо), Кьєзануова та ін. Щоб придушити дедалі більший спротив із боку словенських партизанів, італійський генерал Маріо Роатта вжив драконівських заходів, як-от розстріли без суду і слідства, захоплення заручників, репресії, інтернування, спалення будинків і цілих сіл. Щоб завадити зв'язкам між підпільними діячами міста та більшістю партизанів у навколишній сільській місцевості, Любляну було обнесено колючим дротом.

## Опір

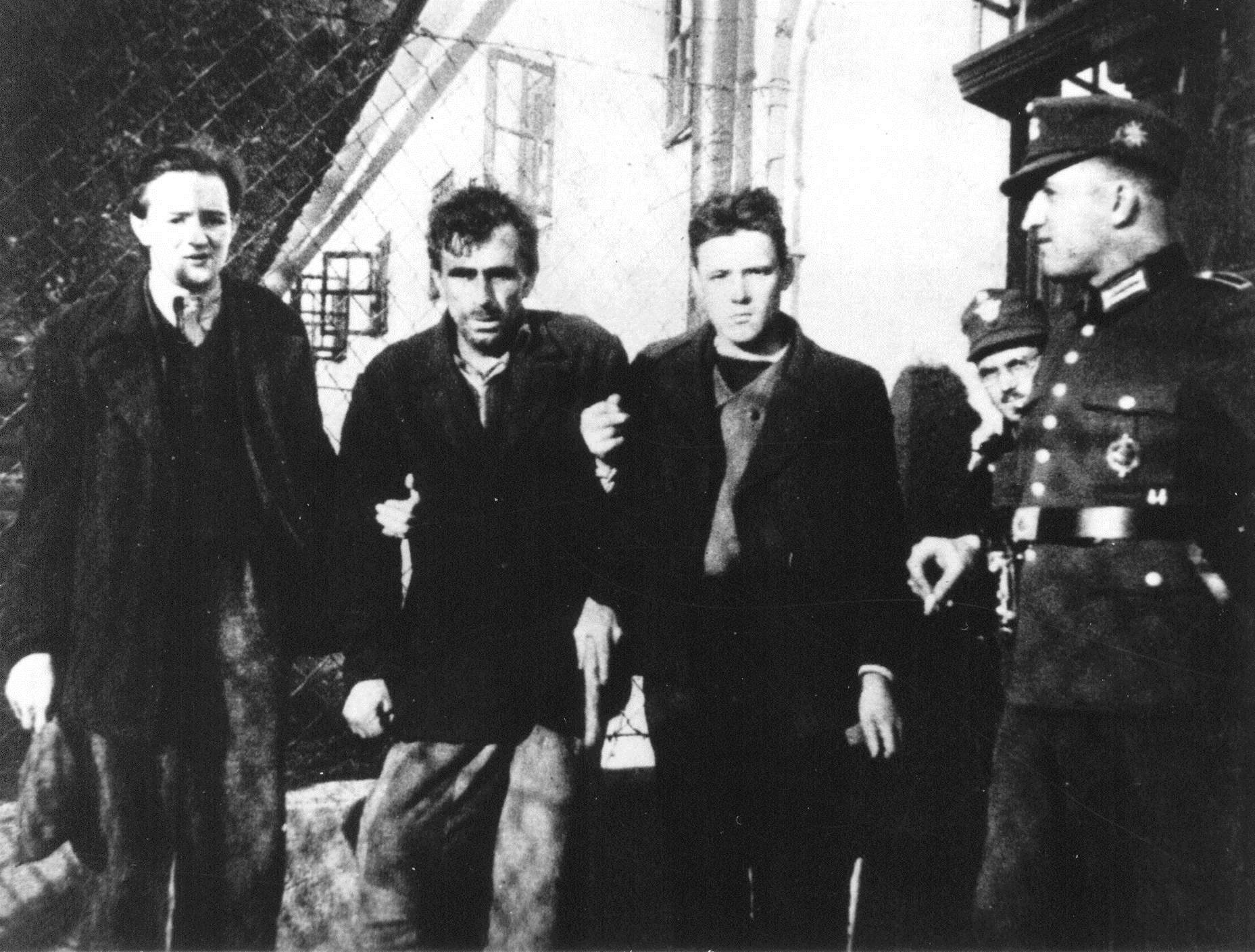
В'язні у Бегунє-на-Горенськем, 1941

26 квітня 1941 р. кілька груп сформували Визвольний фронт словенського народу, який був провідною силою опору впродовж війни. Фронт спочатку був демократичною платформою. Проте комуністи підписаною в березні 1943 р. Декларацією Доломіті монополізували його. Фронт випускав власну радіопрограму під назвою «Крічач», розташування якої так і не стало відомим окупаційним військам, тому їм довелося конфіскувати у місцевого населення антени приймачів, щоб перешкодити слуханню радіо словенського Визвольного фронту. Його військовим крилом були словенські партизани, які зберегли свою специфічну організаційну структуру та словенську як командну мову до останніх місяців Другої світової війни, коли в їхньої мови відібрали право бути командною. У березні 1945 року словенські партизанські загони були офіційно об'єднані з Югославською Армією і тим самим вони перестали існувати як окреме формування.
На самому початку сили словенських партизанів були відносно невеликі, погано озброєні і без будь-якої інфраструктури, але в їхніх лавах були ветерани громадянської війни в Іспанії, які мали певний досвід партизанських методів боротьби з ворогом.
Партизанська діяльність у словенських землях спочатку була незалежною від тітовських партизанів на півдні. Восени 1942 року Тіто вперше спробував прибрати до рук словенський рух опору. Злиття словенських партизанів із загонами Тіто відбулося в 1944 році.

## Громадянська війна
Улітку 1942 року між словенцями спалахнула громадянська війна. Двома протиборчими сторонами були словенські партизани та антикомуністична добровільна міліція, прозвана комуністами «білою гвардією», пізніше реорганізована під нацистським командуванням у Словенське домобранство. В Нижній Крайні і Штирії також існували невеликі підрозділи словенських четників. Громадянська війна здебільшого обмежувалася Провінцією Любляна, де діяло більш ніж 80% словенських антипартизанських підрозділів. У 1943—1945 рр. незначне антикомуністичне ополчення існувало в деяких частинах Словенського Примор'я та у Верхній Крайні, тоді як у решті країни воно практично було відсутнє. До 1945 року загальна чисельність словенських антикомуністичних ополченців досягла 17 500 осіб.

## Кінець війни та наслідки
Друга світова війна на словенських землях тривала до середини травня 1945 р. 3 травня було проголошено Національну Державу Словенію як частину Королівства Югославія. 9 травня 1945 р. було оголошено про визволення Любляни — столиці нині незалежної Словенії. Останнім великим боєм у цих краях була Полянська битва, яка відбулася біля Преваля 14 і 15 травня 1945 року, тобто через кілька днів після капітуляції нацистської Німеччини. Сотні етнічних італійців із Венеції-Джулії загинули від рук югославських військовиків і партизанів у карстових провалах («різанина у фойбах»); близько 27 000 італійців з Істрії втекли від комуністичних переслідувань в Італію. Представники етнічної німецької меншини або втекли, або були вигнані зі Словенії.
Відразу після війни близько 12 тис. вояків Словенського домобранства було вбито внаслідок розстрілів на Кочевському Розі, також у перший після війни рік загинули тисячі цивільних осіб антикомуністичних поглядів. Ці масові вбивства замовчувалися і залишалися табуйованою темою в тітовській Югославії до 1975 р.

## Кількість жертв
Загальна кількість жертв Другої світової війни у Словенії оцінюється в 97 тисяч осіб. Це число включає близько 14 тис. осіб, які загинули чи померли з інших пов'язаних із війною причин відразу після закінчення війни, та крихітну єврейську громаду, майже винищену в ході Голокосту. Крім того, невдовзі після кінця війни десятки тисяч словенців покинули свою батьківщину. Більшість із них оселилися в Аргентині, Канаді, Австралії та США.
Згадана сукупна чисельність жертв Другої світової війни в Словенії становила близько 7,2 % довоєнного населення, що перевищує середній показник по Югославії і є серед найвищих у Європі.

## Доля італійських воєнних злочинців
Документи, знайдені у британських архівах британським істориком Еффі Педаліу та італійським істориком Давіде Конті, вказують, що у зв'язку з холодною війною зі свідомості цілеспрямовано витіснялися спогади про існування італійських концтаборів та італійські воєнні злочини. Річ у тім, що Югославія, Греція та Ефіопія прохали про екстрадицію 1200 італійських воєнних злочинців, які попри це так ніколи і не побачили нічого подібного на Нюрнберзький трибунал. Екстрадиція не відбулася, оскільки уряди західних союзників убачали в уряді П'єтро Бадольо гарантію антикомуністичної післявоєнної Італії.